# Martin Hosemann
Martin Hosemann (* 3. November 1876 in Malchow bei Berlin; † 13. März 1928) war ein deutscher Vizeadmiral der Reichsmarine.

## Leben
Martin Hosemann war ein Sohn des Superintendenten Adalbert Eduard Alexander Hosemann (1840–1906) und seiner Frau Marianne, geb. Martius. Sein Bruder war der spätere Chirurg Paul Gerhard Hosemann.
Martin Hosemann trat nach dem Besuch eines Realgymnasiums am 2. April 1895 in die Kaiserliche Marine ein.
1907 war er auf das Linienschiff Elsass kommandiert. Am 19. September 1912 wurde er zum Korvettenkapitän befördert. Später war er bis November 1914 als Erster Offizier auf der Amazone, kam dann als Erster Admiralstabsoffizier zur Küstendivision der Ostsee bzw. in den Stab des Befehlshaber des Sicherungsverbandes der mittleren Ostsee. Ab Januar 1918 war er bis Kriegsende Dezernent in der militärisch politischen Gruppe im Admiralstab der Marine.
Nach dem Krieg wurde er in die Reichsmarine übernommen und war hier von November 1918 bis Januar 1921 Abteilungschef der neu eingerichteten Nautischen Abteilung in der Marineleitung. In dieser Position wurde er am 8. März 1920 Kapitän zur See und gab das Kommando an Hans Quaet-Faslem ab. 1922 war er im Marinekommandoamt Leiter der Marinewehrabteilung (A I). Später wurde er Inspekteur des Bildungswesens der Marine und am 1. April 1925 zum Konteradmiral befördert. Am 31. Dezember 1927 wurde er mit dem Charakter als Vizeadmiral aus der Marine verabschiedet.
Martin Hosemann war mit Auguste, geb. Geffcken und Tochter von Professor Johannes Geffcken, verheiratet.